# Anaeomorpha splendida
Espèce
Anaeomorpha splendida est une espèce d'insectes lépidoptères (papillons) de la famille des Nymphalidae et de la sous-famille des Charaxinae et du genre Anaeomorpha dont il est le seul représentant.

## Dénomination
Anaeomorpha splendida a été décrit par Lionel Walter Rothschild en 1894.

## Liste des sous-espèces
Selon BioLib (1 janvier 2021) :
- Anaeomorpha splendida splendida ; présent en Colombie, en Équateur et au Pérou.
- Anaeomorpha splendida esmeralda Attal & Büche, 2008 ; présent dans le Sud du Pérou[1].

## Description
Anaeomorpha splendida est un papillon aux ailes antérieures à bord externe légèrement concave avec apex pointu et aux ailes postérieures à angle anal pointu.
Le dessus est de couleur marron foncé à large plage bleu métallisé de toute la partie basale des ailes antérieures et d'une bande depuis la base aux ailes postérieures.
Le revers est de deux tons de beige séparés par une ligne marron et mime une feuille morte.

## Écologie et distribution
Anaeomorpha splendida est présent en Colombie, en Équateur et au Pérou.

### Protection
Pas de statut de protection particulier.